# Càncer (astrologia)

Símbol astrològic del cranc

Càncer, també anomenat signe del cranc, és el quart signe del zodíac i està associat a la constel·lació homònima. El Sol discorre per cranc des del 21 de juny fins al 22 de juliol aproximadament i segons l'any. És el signe regit per la Lluna i el seu color és el gris plata. Les pedres amb les quals s'associa són la perla i la pedra lunar.
Cranc és un signe de l'element aigua i de qualitat cardinal. Com a arquetip de personalitat, es consideren conceptes clau dins del caràcter de cranc la figura materna, els lligams familiars, les arrels i l'herència, l'instint de protecció, la melancolia, la tendresa i una tendència a la possessivitat afectiva, entre d'altres. A part, es caracteritza per manifestar una forta atracció per l'aigua (el mar, llacs, grans rius, etc.) i per tendir a gaudir de fases anímiques coordinades amb les fases lunars.
Es considera que s'avé molt amb els altres signes d'aigua (escorpí i peixos) i amb els signes de terra exceptuant, amb matisos, el de capricorn, per ser-ne el seu oposat alhora que també exposa una forta incompatibilitat amb els signes d'àries i balança. Tanmateix, aquest quadre de compatibilitats i incompatibilitats no reflecteix un perfil individual o lectura individual tal com s'interpreta dins de l'astrologia, sinó que reflecteix una orientació general i la referència a la compatibilitat segons el que és dictat per variables com qualitats i elements en el zodíac.